# Huiramba
Huiramba är en kommun i Mexiko.   Den ligger i delstaten Michoacán de Ocampo, i den södra delen av landet, 240 km väster om huvudstaden Mexico City.
Följande samhällen finns i Huiramba:
- El Pedregal
- El Sobrado
- El Carmen
- El Sauz
- Quirínguaro
- La Reunión
- La Presa